# Zelmica Morales-Asplund
Zelmica Morales-Asplund, född (Zelmica Morales Wilskman) den 9 december 1877 i Södertälje, död den 12 maj 1957 i Vasa församling i Göteborg, var en svensk pianist och pianopedagog.
Morales-Asplund studerade för Hilda Thegerström vid Stockholms musikkonservatorium 1894–1899 och var verksam i Göteborg från 1905. Hon studerade vidare för Teresa Carreño i Berlin 1899–1902.
Zelmica Morales-Asplund invaldes som ledamot nr 570 av Kungliga Musikaliska Akademien den 30 november 1921. Hon var dotter till diplomaten Olallo Morales och Selma Wilskman, syster till Olallo Morales och gift (1902) med medicine doktor Mauritz Asplund (1868–1945). Makarna Asplund är begravda på Östra kyrkogården i Göteborg.